# Trgovište
Trgovište (srbskou cyrilicí Трговиште) je město a správní středisko stejnojmenné opštiny v Srbsku v Pčinjském okruhu. Nachází se v pohoří Zladovska planina, u břehu řeky Pčinje, blízko hranic Severní Makedonie, asi 42 km jihovýchodně od města Vranje. V roce 2011 žilo v Trgovišti 1 785 obyvatel, v celé opštině pak 5 091 obyvatel, z nichž naprostou většinu (97,76 %) tvoří Srbové. Rozloha města je 12,06 km², rozloha opštiny 370 km². Trgovište je po Preševu druhým nejjižněji položeným srbským městem.
Kromě města Trgovište k opštině patří dalších 34 sídel; Babina Poljana, Barbace, Crna Reka, Crnovce, Crveni Grad, Dejance, Donja Trnica, Donji Kozji Dol, Donji Stajevac, Dumbija, Đerekarce, Goločevac, Gornovac, Gornja Trnica, Gornji Kozji Dol, Gornji Stajevac, Kalovo, Lesnica, Mala Reka, Margance, Mezdraja, Novi Glog, Novo Selo, Petrovac, Prolesje, Radovnica, Surlica, Šajince, Šaprance, Široka Planina, Šumata Trnica, Vladovce a Zladovce.